# Mitch Hewer
Mitchell Scott „Mitch“ Hewer (* 1. července 1989, Bristol, Spojené království) je britský herec. Jeho nejznámější rolí je Maxxie Oliver v dramatickém televizním seriálu Skins. Také si v seriálu Britannia High zahrál roli všestranně talentovaného Dannyho Millera. Na konci druhé série Skins byl spolu s ostatními hlavními herci vyměněn a jeho působení v seriálu tudíž skončilo.

## Životopis
Narodil se v Bristolu a zde navštěvoval South West Academy of Dramatic Arts. Objevil se ve videoklipu Lisy Morgan s názvem „The Club“.

### Kariéra
V roce 2007 byl obsazen do role homosexuálního Maxxieho Olivera do dramatického seriálu Skins. Ve stejném roce se objevil na březnové a říjnové obálce gay lifestylového magazínu Attitude, když magazín dělal speciál „gayů v televizi“, který obsahoval postavy ze seriálů Skins, Hollyoaks, Coronation Street a Shameless. Také se v červnu 2008 objevil nahý na obálce časopisu Cosmopolitan kvůli pomoci výzkumu léčby rakoviny varlat.
Objevil se v hudebním dramatickém seriálu Britannia High v roli Dannyho Millera a nazpíval zde i několik písní na soundtrack. Také jsme ho mohli vidět v populárních pořadech Xtra Factor, This Morning, Richard and Judy's New Position a v komediálním pořadu BBC, Never Mind the Buzzcocks.
V prosinci 2009 účinkoval v muzikálu Never Forget, založeném na písních chlapecké skupiny Take That. Hrál roli striptéra Dirty Harryho, po boku Michelle Collins. Muzikál se hrál v Fairfield Halls v Londýně.
V roce 2014 se objevil v roli Bena ve snímku Nightlight a dále jako Steven Stevens v Behaving Badly, filmové adaptaci novely Rica Browdeho, While I'm Dead Feed the Dog.

## Filmografie
| Rok  | Název          | Role           | Poznámky                     |
| ---- | -------------- | -------------- | ---------------------------- |
| 2007 | Skins          | Maxxie Oliver  | Televizní seriál (19 epizod) |
| 2008 | Britannia High | Danny Miller   | Televizní seriál (9 epizod)  |
| 2014 | Behaving Badly | Steven Stevens |                              |
| 2015 | Nightlight     | Ben            |                              |